# Hổ Java
Hổ Java (danh pháp ba phần: Panthera tigris sondaica) là một phân loài hổ đã tuyệt chủng, loài này đã tồn tại trên đảo Java của Indonesia. Nòi này có lẽ đã tuyệt chủng từ những năm thập niên 1980, như là hậu quả của việc săn bắn và phá hủy môi trường sống, nhưng sự tuyệt chủng của chúng có thể diễn ra từ những năm 1950 trở đi (khi đó người ta cho rằng chỉ còn ít hơn 25 con trong tự nhiên). Con hổ cuối cùng được nhìn thấy năm 1979.
Hổ Java rất nhỏ so với các phân loài hổ ở lục địa châu Á nhưng lớn hơn so với hổ Bali. Con đực có trọng lượng trung bình 100 và 140 kg (220 và 310 lb) và chiều dài cơ thể là 200 đến 245 cm (6,56 đến 8,04 ft). Con cái nhỏ hơn và nặng trung bình cỡ 75 và 115 kg (165 và 254 lb). Mũi chúng dài và hẹp.

## Hình ảnh

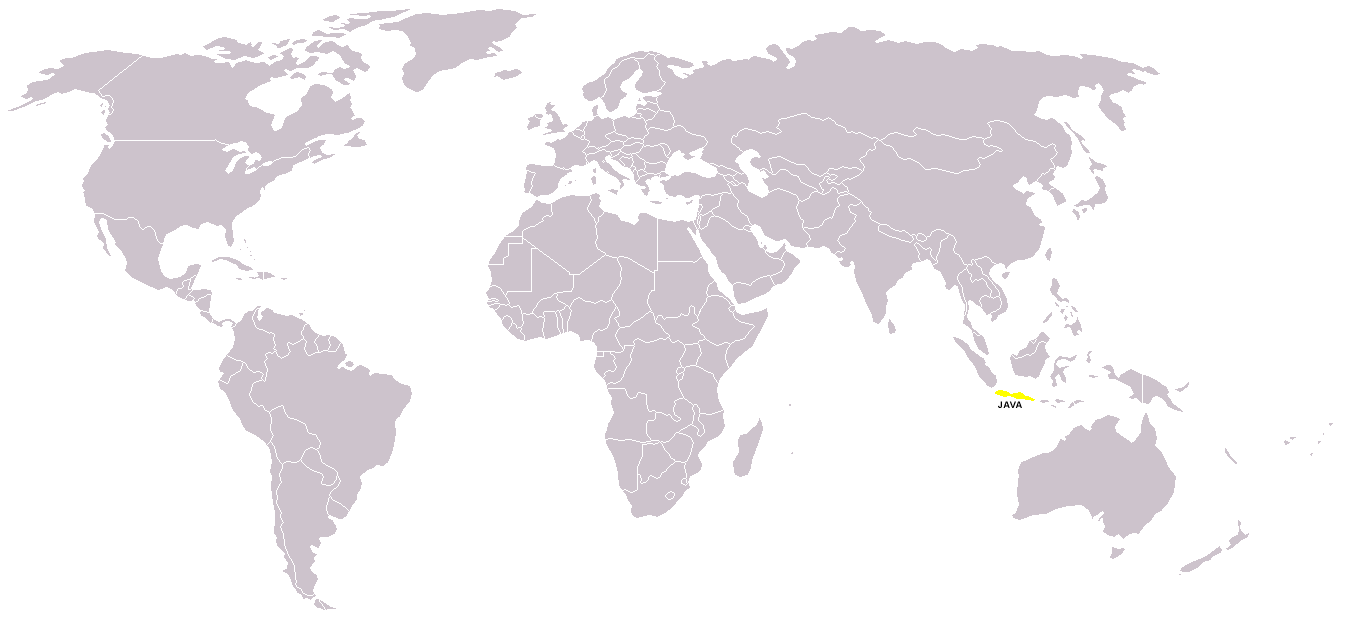
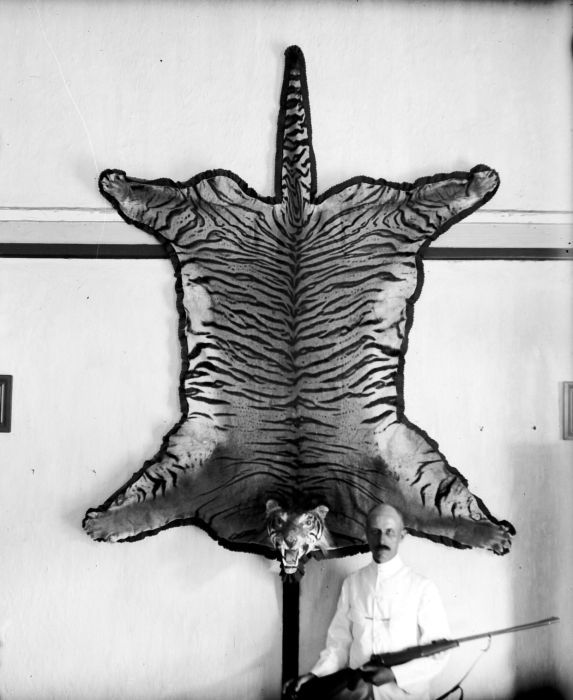
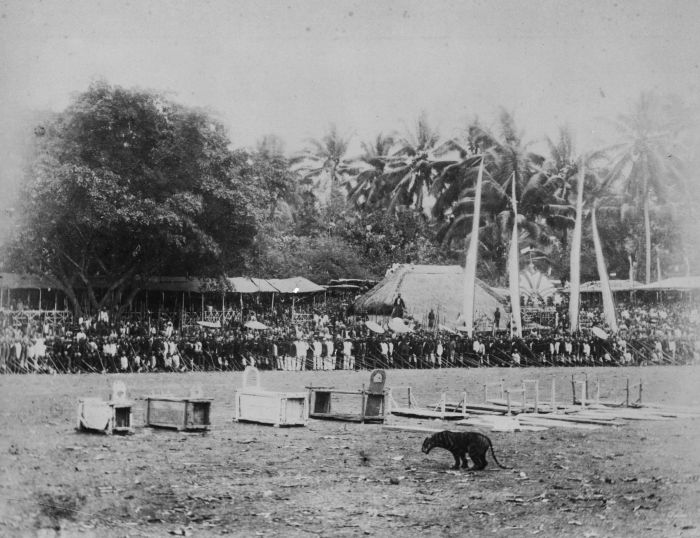
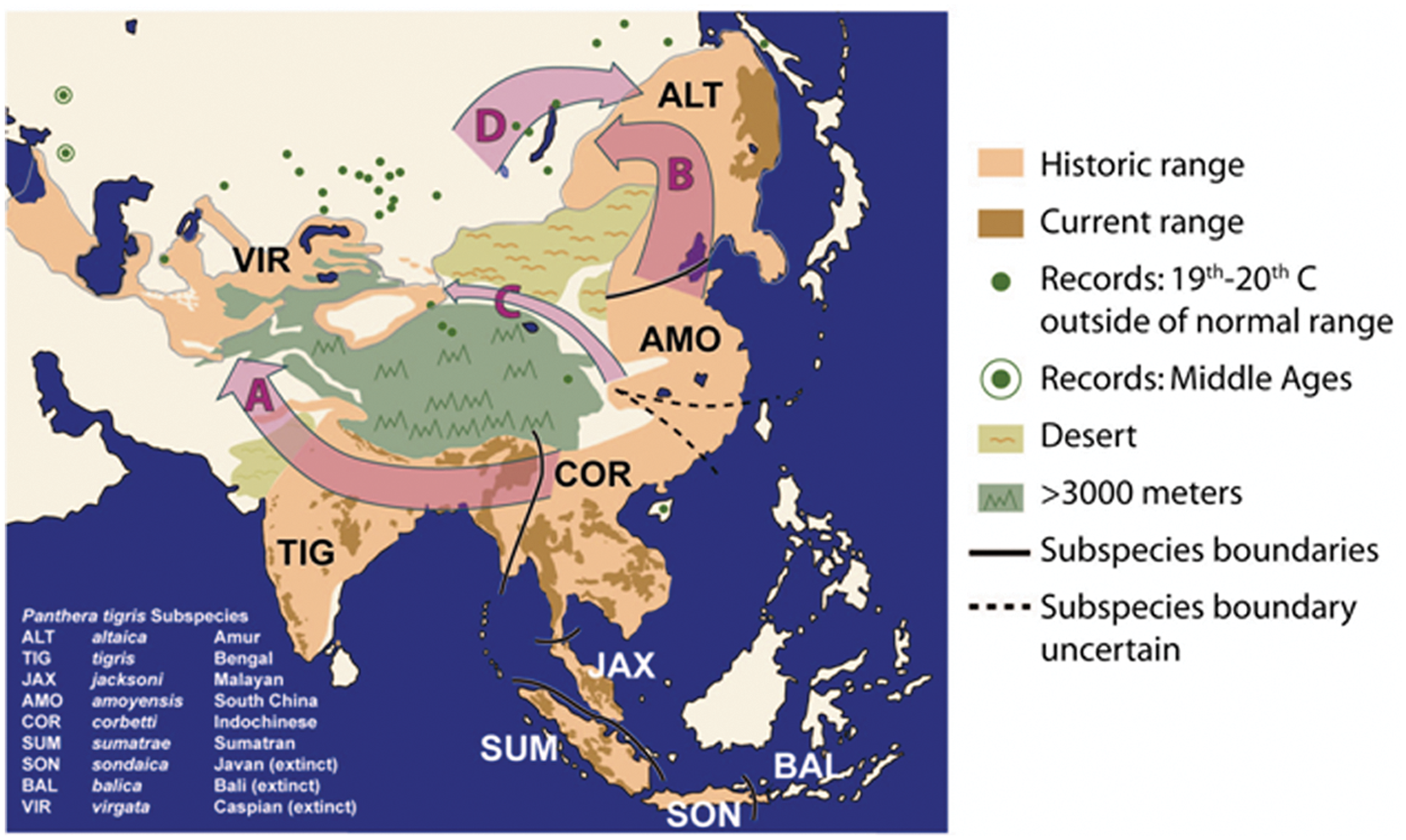